# Hexarthrius parryi
Espèce
Hexarthrius parryi est une espèce de coléoptères de la famille des Lucanidae.

## Répartition
L'holotype d’Hexarthrius parryi provient des environs de Sylhet dans le Nord-Est du Bangladesh.

## Description
Hexarthrius parryi partage comme caractéristique avec les deux espèces H. rhinoceros et H. mandibularis, de posséder des mandibules inermes et serrulées sur la surface interne.

## Taxonomie
Le nom valide complet (avec auteur) de ce taxon est Hexarthrius parryi Hope, 1842,.

### Liste des sous-espèces
Selon GBIF (6 avril 2024) :
- Hexarthrius parryi deyrollei Parry, 1864
- Hexarthrius parryi elongatus Jordan, 1894
- Hexarthrius parryi paradoxus Möllenkamp, 1898
- Hexarthrius parryi parryi (Hope, 1842)

### Étymologie
Son épithète spécifique, parryi, lui a été donnée en l'honneur de l'Anglais Frederick Parry (d) (1810-1885), « entomologiste zélé ».

### Publication originale
- (en) Rev. Frederick William Hope, « On some rare and beautiful Coleopterous Insects from Silhet, chiefly in the Collection of Frederick John Parry, Esq., E.L.S., &c. », Transactions of the Linnean Society of London, Royaume-Uni, vol. 19,‎ 1er mars 1842, p. 103-112 (ISSN 1945-9432, e-ISSN 1945-9335, lire en ligne, consulté le 6 avril 2024).